# Salto del Soldado

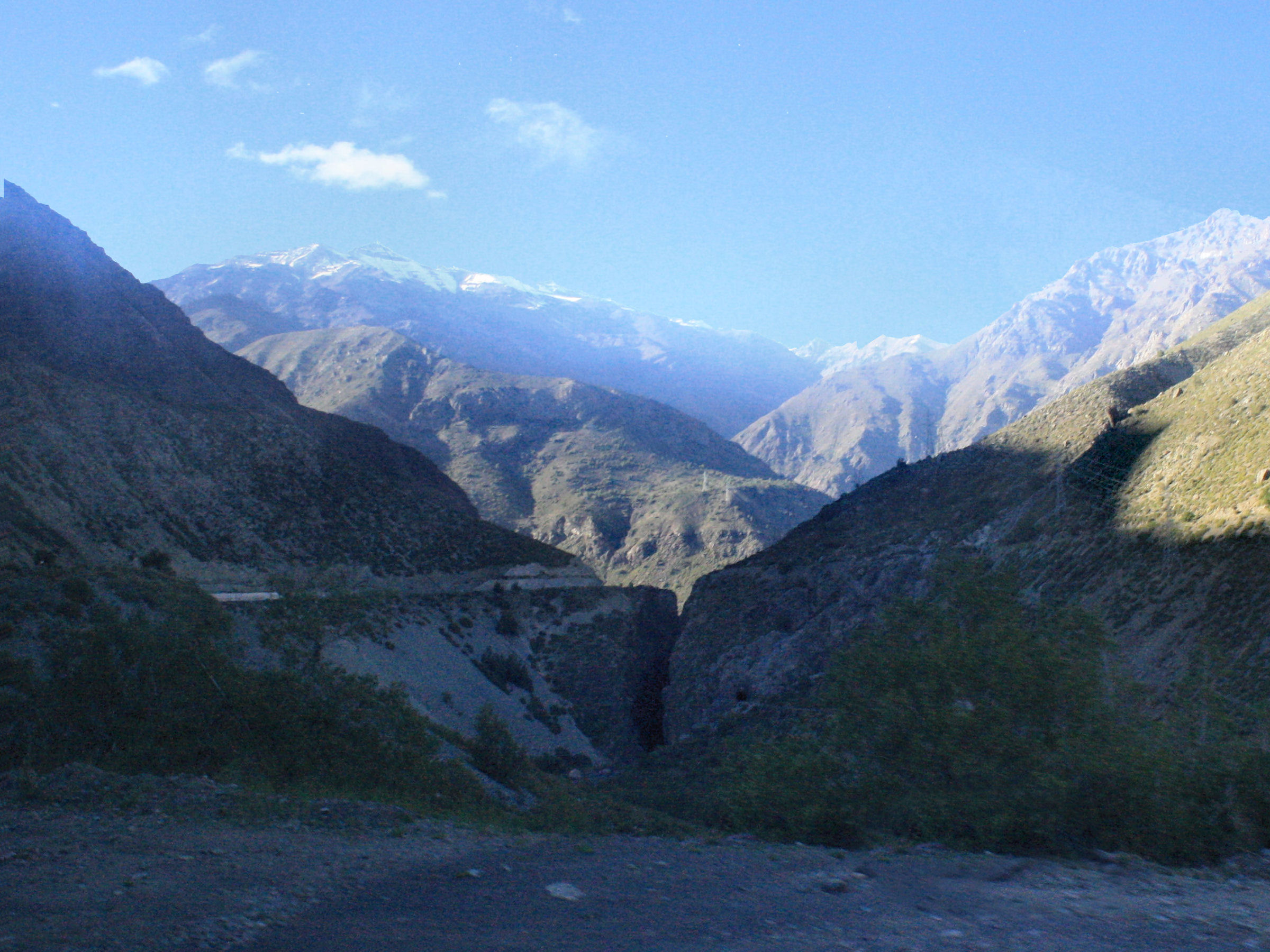
El Salto del Soldado.

El Salto del Soldado es una formación geomorfológica de grandes paredes rocosas, que se encuentra al este de la ciudad de Los Andes, Región de Valparaíso, Chile.

## Localización
Se encuentra a 28 kilómetros al este de la ciudad de Los Andes, en el camino internacional (ruta 60-CH) que une la Región de Valparaíso, Chile con la provincia de Mendoza (Argentina).

## Contexto geográfico
A una altitud de 1.200 m s. n. m., predominando un entorno cordillerano, es una formación geológica causada por la erosión, con grandes paredes rocosas, asimilando una garganta de cerros, cuyo fondo a 90 metros, es atravesado por el Río Aconcagua.

## Leyenda

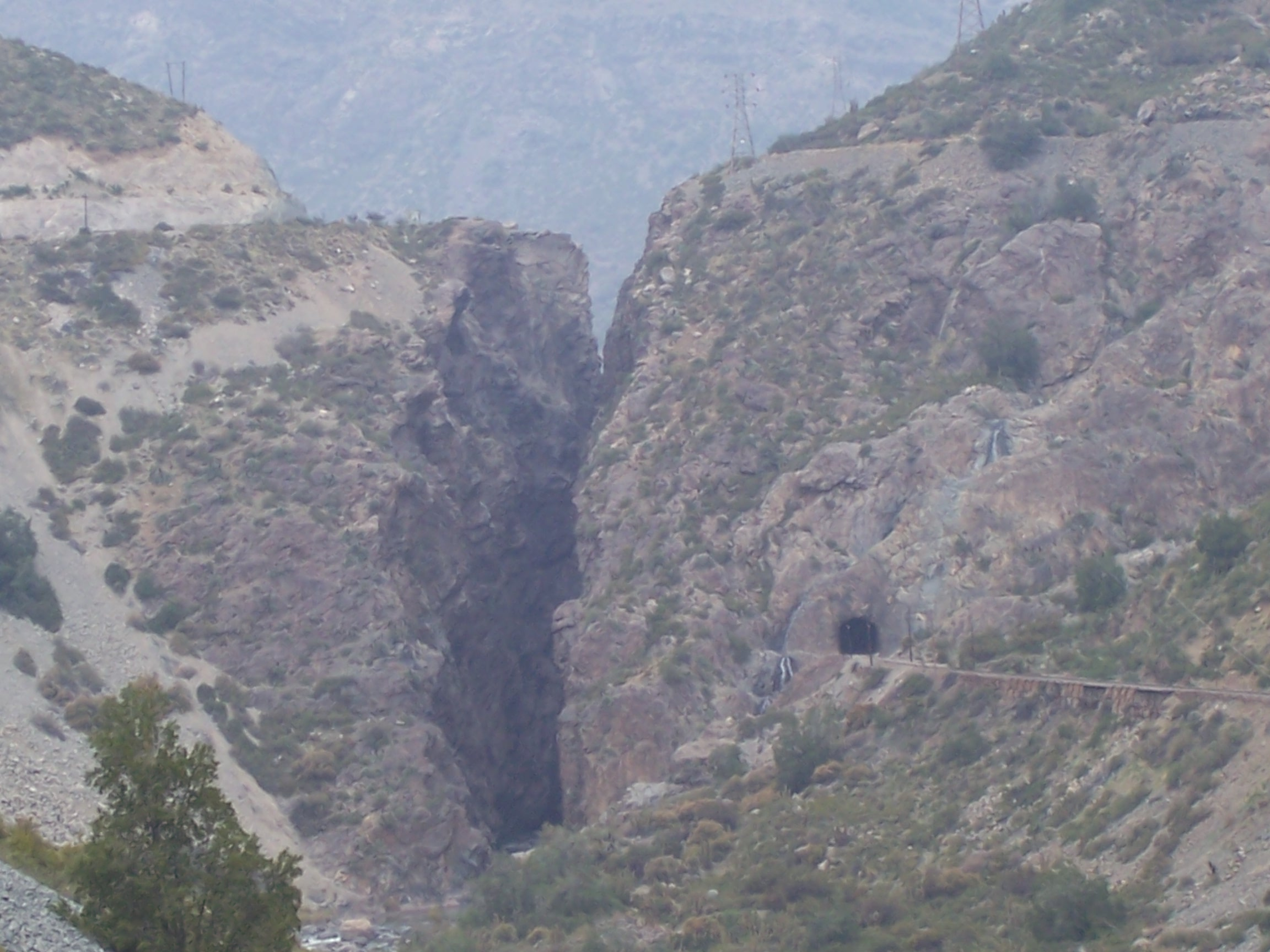
La erosión aumenta la anchura.

Se llama El Salto del Soldado debido a la existencia de una leyenda que relata la huida de un soldado patriota, perseguido por el ejército real de España, realizando un gran salto a través de esta dicha formación natural, y así eludiendo a quienes lo acechaban. 
La leyenda se origina por el combate entre españoles y criollos sostenido en la ladera de Los Papeles; los españoles contaban con un poderoso ejército, mayoritariamente con caballería. El ejército real se encontraba en constante avance, reduciendo a todos los criollos que se oponían al régimen. Luego de largos días logran salir de la resistencia del Desastre de Rancagua, para dirigirse a la Villa Santa Rosa (en la actualidad la ciudad de Los Andes) persiguiendo a los soldados del ejército criollo. El ejército real se encontró con muchos soldados que opusieron resistencia, de este modo darían tiempo a sus compañeros para que cruzaran la cordillera y no fueran alcanzados por las tropas enemigas que los seguían a corta distancia. Los soldados del General Carrera siguieron adelante, se parapetaron en las laderas de Los Papeles para oponer firme resistencia a sus perseguidores.
Sin embargo las fuerzas montadas españolas comandadas por Quintanilla, superaban en número, dando origen a un sangriento y desigual combate, causando innumerables bajas criollas. La Resistencia se prolongó por largas horas, no obstante, la desventaja numérica que poseían los criollos, tuvieron como resultado la huida, para una futura reagrupación.
Finalmente, debido al constante asedio español, y lo disminuido que se encontraba el ejército criollo, decidieron emprender la retirada a través de la cordillera con destino a Mendoza. Pero un recluta chileno se atrasó osadamente, viéndose alcanzado rápidamente por el ejército español, los cuales al darse cuenta del solitario y valiente soldado emprendieron la persecución. El criollo se lanzó velozmente a través de los senderos decidido a escapar de sus tenaces perseguidores. En su huida divisó un precipicio, viendo que sus perseguidores estaban cada vez más cerca se dirigió hacia allá, y en un esfuerzo extraordinario saltó el acantilado y continuó su huida. Los españoles al ver semejante proeza quedaron asombrados y atemorizados por el ancho del precipicio, no se atrevieron a seguirlo.
El valiente soldado logró alejarse de los españoles y más tarde unirse al resto de sus compatriotas cruzando la cordillera.
Los tristes días de octubre de 1814 quedaban atrás, la villa Santa Rosa de Los Andes volvía a la tranquilidad, después de la agonizante Patria Vieja. Los vecinos ocultamente comentaban las tragedias y las hazañas de los patriotas.
Transcurridos algunos meses, comenzaron a llegar a la villa noticias que narraban la odisea vivida por los criollos en el desesperado escape hacia Argentina, entre esos informes surgió la legendaria travesía de un valiente y desconocido chileno.

## Turismo
El lugar posee una distancia de 10 metros aproximados desde un extremo a otro, en aquel entonces cuando se efectuó el salto esta longitud era de 3 metros. El viento, el agua y el hombre se han encargado de erosionar la diferencia y de hacer imposible un salto de semejantes características. 
El lugar se encuentra a un costado del camino internacional, por otro lado se observa la vía del ex-ferrocarril Trasandino, que en la actualidad la vía es utilizada para el transporte de concentrado de cobre entre la Minera Andina de Codelco y la refinería de Ventanas.
Unos 70 metros abajo en el precipicio, existen restos de un gigantesco camión caído en 1997, desde la carretera. Debido a la inaccesibilidad del lugar no se pudo sacar donde fue desmantelado y abandonado.